# Breking (taal)
Breking is in de fonologie de benaming voor een aantal veranderingen in de articulatie van klinkers waar onder andere diftongering en triftongering onder vallen. 
Een andere vorm van breking is het verschijnsel dat een neergaande tweeklank verandert in een opgaande tweeklank. Dit verschijnsel komt in het Fries veelvuldig voor bij de vorming van meervouden en verkleinwoorden.  Het Friese keal ("kalf") bevat een tweeklank waarbij de articulatoren dezelfde beginpositie hebben als bij de i van pit en dezelfde eindpositie als bij e in vader. In het meervoud keallen en het verkleinwoord kealtsje heeft de tweeklank de beginpositie van j in jas en de eindpositie van e in pet.
Ook in de meeste Noord-Germaanse talen en in het Oudengels treedt dit verschijnsel op. In het Oudengels gebeurt hetzelfde als in het Fries voor de liquidae (r, l) en voor h. Vergelijk ter illustratie de volgende gebroken vormen in het Deens en het Oudengels met de overeenkomende ongebroken vormen in het Nederlands:
| Deens  | Nederlands |
| bjerg  | berg       |
| bjørn  | beer       |
| hjælpe | helpen     |
| jord   | aarde      |

| Oudengels | Nederlands |
| eorþe     | aarde      |
| beorg     | berg       |
| weorpan   | werpen     |
| heorte    | hart       |